# Kirche von Hvalsey

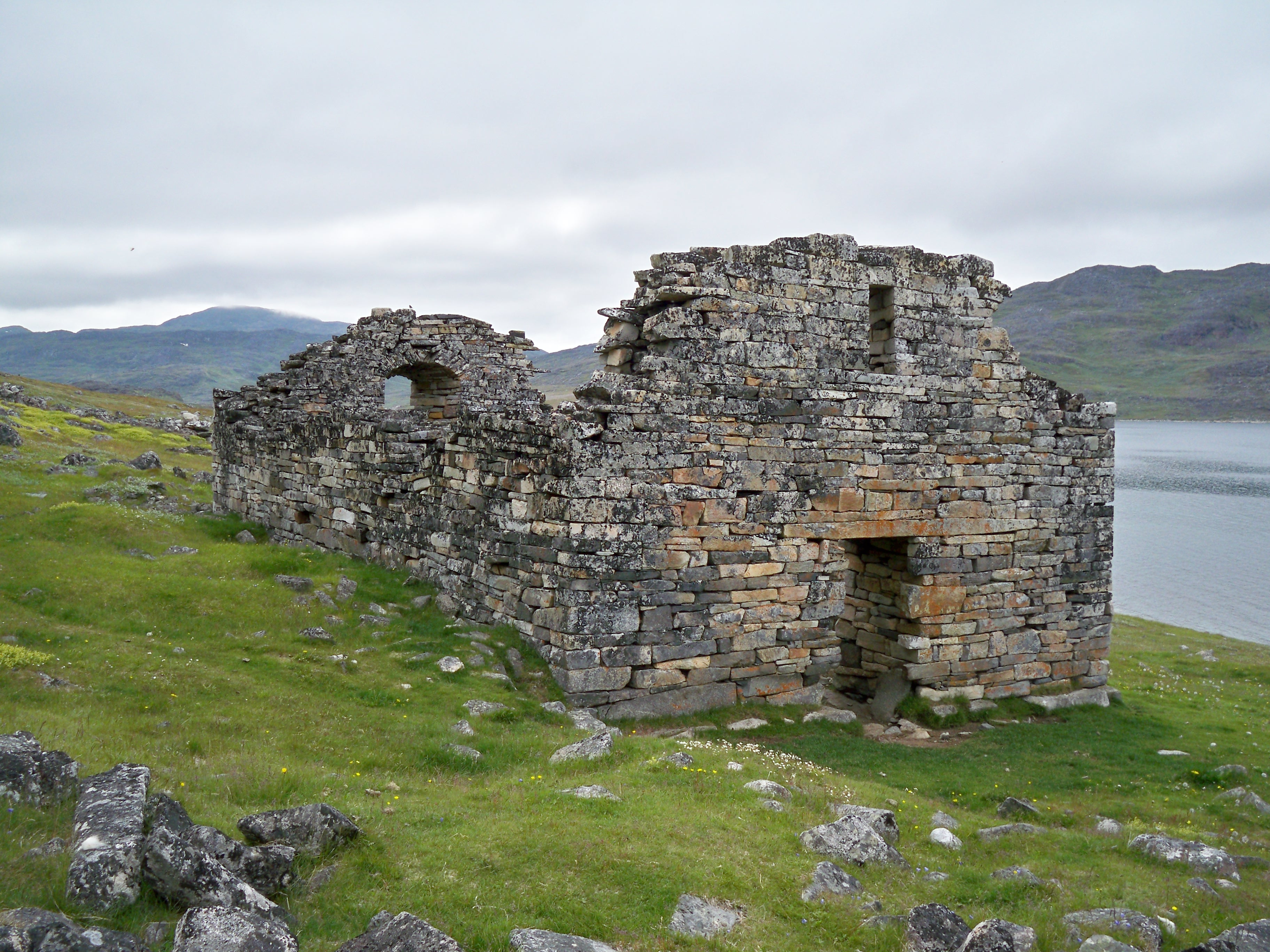
Die Kirche von Hvalsey

Die Kirche von Hvalsey ist die Ruine einer Kirche der Grænlendingar in Qaqortukulooq auf Grönland. Sie stellt die einzige weitgehend intakte mittelalterliche Kirche Grönlands und somit Amerikas dar.

## Geschichte
Hvalsey wurde um das Jahr 1000 durch Þórkell Farserkr, einen Neffen Eriks des Roten, besiedelt. Die heute erhaltene Kirchenruine wird in die Zeit nach 1300 datiert, ihr ging jedoch ein Vorgängerbau voraus. Sie war eine von etwa 12 Kirchen der Ostsiedlung (Eystribyggð).

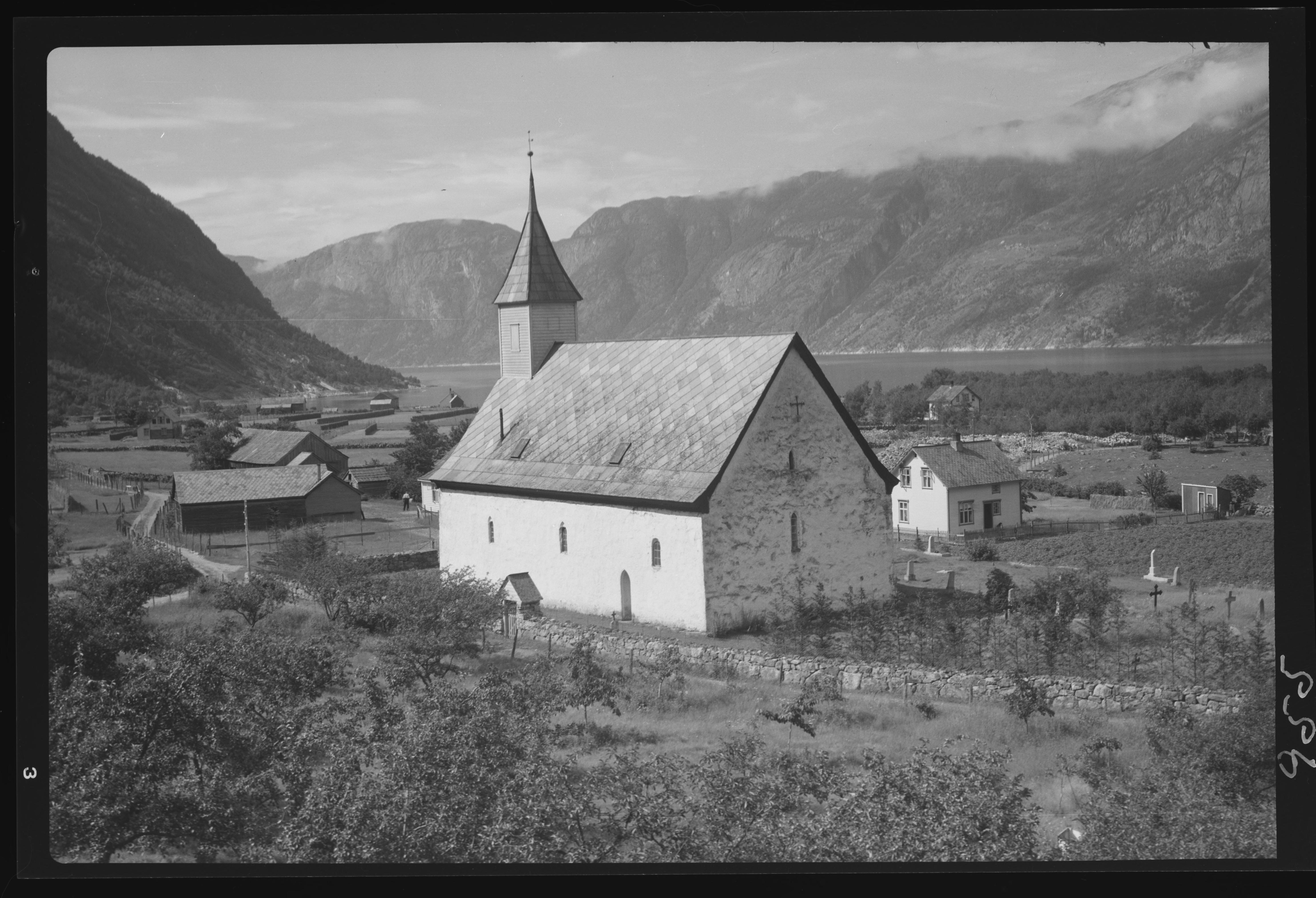
Die Alte Kirche von Eidfjord

Hvalsey ist die einzige Kirche auf Grönland, an der sich noch die Höhe des Daches (ungefähr 6 m) sowie die Position der Fenster bestimmen lässt. Mit ihrem rechteckigen Grundriss gehört die Kirche zu einem Typus auf Grönland, der insgesamt sechsmal nachgewiesen ist. Diese Bauweise wird als die letzte Phase des Kirchenbaus in Grönland angesehen und in die Zeit nach 1300 datiert. Kunsthistoriker vergleichen die Kirchenruine von Hvalsey mit der ähnlichen sogenannten Alten Kirche von Eidfjord in Norwegen, die um 1309 errichtet wurde. Die Ruine von Hvalsey misst 16 × 8 m², die Wände aus unbehauenen Feldsteinen sind etwa 1,5 m dick. Sie besitzt sechs Fenster, darunter eines über dem Westeingang sowie ein sorgfältig ausgearbeitetes romanisches Rundbogenfenster in der Ostwand. Die Fensternischen erweitern sich trichterförmig nach innen, eine Bauweise, die nicht auf Island, aber von frühen Kirchen auf den britischen Inseln bekannt ist. Die Kirche war vermutlich weiß verputzt. Das Dach war aus Holz und war mit Grassoden gedeckt. Die Ausführung des Baus deutet darauf hin, dass die Bischöfe von Gardar vermutlich sogar Baumeister aus Norwegen nach Grönland geholt haben. Kirche und Friedhof waren von einem Wall umgeben.
Eine Hochzeit in der Kirche von Hvalsey im Jahr 1408 gehört zu den letzten überlieferten Ereignissen vor dem Ende der Grænlendingar in Grönland in der ersten Hälfte des 15. Jahrhunderts.